# Jan Popowicz
Jan Zdzisław Popowicz (ur. 5 stycznia 1948 w Rzeszowie) – polski łucznik sportowy, olimpijczyk.

## Życiorys
Urodził się 5 stycznia 1948 w Rzeszowie jako dziecko Zdzisława (wykonującego zawód rzemieślnika) oraz Stefanii de domo Brewczyńska. 
W 1968 ukończył Technikum Budowlane w Rzeszowie i uzyskał zawód technika budowlanego. 
W latach 1961–1991 był łucznikiem klubu sportowego Resovia, a jego trenerami byli Antoni Gromski oraz Katarzyna Wiśniowska. 
Odznaczony tytułem Zasłużony Mistrz Sportu, brązowym Medalem za Wybitne Osiągnięcia Sportowe, a brązowym Krzyżem Zasługi.
Był rekordzistą pod względem udziału w mistrzostwach Polski w łucznictwie, w których uczestniczył dwadzieścia pięć razy (w latach 1967-1991). Był dwukrotnym mistrzem Polski w wieloboju indywidualnie (1977, 1979). Na mistrzostwach świata w łucznictwie (1975 – w wieloboju drużynowym, razem z Wojciechem Szymańczykiem i Michałem Szymczakiem) zajął czwarte miejsce, a na mistrzostwach Europy w łucznictwie (1976 – w wieloboju indywidualnie) piąte miejsce.
Na igrzyskach olimpijskich (1976) w czwórboju indywidualnym zajął siedemnaste miejsce, a podczas halowe mistrzostwa Europy (1985 – w wieloboju drużynowym, razem z Konradem Kwietniem, Krzysztofem Włosikiem i Andrzejem Nuckowskim) zajął trzecie miejsce i zdobył brązowy medal.
W 2009 zwyciężył na międzynarodowych mistrzostwach weteranów łuczniczych w Warszawie.
Sędzia i działacz sportowy. Ma żonę Halinę i córkę Justynę (ur. w 1974). Mieszka w Rzeszowie.